# Copa de Francia de Fútbol 2015-16
La Copa de Francia 2015-16 fue la edición 99 del más prestigioso torneo del fútbol francés. El campeón, el París Saint-Germain, accedió a la fase de grupos de la Liga Europa de la UEFA 2016-17, pero como se había clasificado para la Liga de Campeones vía la Ligue 1, la cupo para la Liga Europa pasó al cuarto clasificado de la Liga. 
El sistema de juego el mismo que en los años anteriores: participan los equipos de fútbol asociados a la Federación Francesa de Fútbol, compitiendo a partido único en diferentes rondas en función de su categoría. Los cruces se sortean, y si los equipos emparejados son de categorías distintas, el más débil obtiene la ventaja de jugar en su estadio.

## Fase final

### Treintaidosavos de final
Los 20 equipos de la Ligue 1 se suman a los 44 equipos ganadores de las eliminatorias anteriores.
| 2 de enero de 2016 | GFCO Ajaccio         | 2:0 (1:0) | US Sainte-Marienne | Stade Ange Casanova, Ajaccio |  |
|                    | Larbi 32' · Mayi 82' | Reporte   |                    |                              |  |

| 2 de enero de 2016 | US Avranches        | 1:1 (1:0) (t. s.)(1–3 p.) | US Saint-Malo | Stade René-Fenouillère, Avranches |  |
|                    | Charles Boateng 30' |                           | Maïga 75'     |                                   |  |

| 2 de enero de 2016 | Blanc-Mesnil Foot | 0:2 (0:1) | FC Nantes                  | Stade Bauer, Saint-Ouen |  |
|                    |                   | Reporte   | Thomasson 40' · Adryan 69' |                         |  |

| 2 de enero de 2016 | US Concarneau                             | 3:0 (2:0) | TA Rennes | Stade Guy Piriou, Concarneau |  |
|                    | Richetin 23' · Drouglazet 35' · Ndoye 85' |           |           |                              |  |

| 2 de enero de 2016 | FC Villefranche  | 1:2 (0:2) | US Sarre-Union                | Stade Armand Chouffet, Villefranche-sur-Saône |  |
|                    | Zerbini 75' (pp) |           | Benchenane 12' · Benedick 38' |                                               |  |

| 2 de enero de 2016 | FC Chambly                           | 4:1 (3:0) | Stade de Reims  | Stade des Marais, Chambly |  |
|                    | Louisy-Daniel 5' 9' 43' · Touati 48' | Reporte   | De Préville 89' |                           |  |

| 2 de enero de 2016 | US Dunkerque                                | 3:4 (1:1) (t. s.) | ES Troyes                                  | Stade Marcel-Tribut, Dunkerque |  |
|                    | Fofana 12' · Cvitković 63' · Tchokounté 94' | Reporte           | Pi 7' 116' · Thiago Xavier 49' · Camus 96' |                                |  |

| 2 de enero de 2016 | ES Sannois Saint-Gratien | 0:5 (0:3) | Toulouse FC                                                    | Stade Michel-Hidalgo, Saint-Gratien |  |
|                    |                          | Reporte   | Ben Yedder 16' · Trejo 32' · Braithwaite 37' 56' · Somália 54' |                                     |  |

| 2 de enero de 2016 | FC Mantes                   | 2:0 (0:0) | Stade Briochin | Stade Aimé Bergeal, Mantes-la-Ville |  |
|                    | Massampu 65' · Preira 90+2' |           |                |                                     |  |

| 2 de enero de 2016 | Besançon RC | 1:3 (0:2) | Angers SCO                         | Stade Léo-Lagrange, Besançon |  |
|                    | Grand 86'   | Reporte   | Traoré 6' · N'Doye 17' · Diers 67' |                              |  |

| 2 de enero de 2016 | US Granville              | 2:1 (2:0) | Stade Lavallois | Stade Louis Dior, Granville |  |
|                    | Théault 12' · Lambard 28' | Reporte   | Nazon 71'       |                             |  |

| 2 de enero de 2016 | AS Pagny-sur-Moselle | 0:2 (0:2) | FC Sochaux     | Stade omnisports 2000, Pagny-sur-Moselle |  |
|                    |                      | Reporte   | Caceres 7' 25' |                                          |  |

| 2 de enero de 2016 | AS Moulins | 1:2 (1:2) | Chamois Niortais   | Stade Hector-Rolland, Moulins |  |
|                    | Cuvier 20' | Reporte   | Ndoh 6' · Roye 43' |                               |  |

| 2 de enero de 2016 | Toulouse Rodéo | 0:1 (0:1) | Stade Montois | Complexe sportif Borderouge, Toulouse |  |
|                    |                |           | Lafourcade 1' |                                       |  |

| 2 de enero de 2016 | CS Sedan-Ardennes | 0:2 (0:0) | SC Bastia           | Stade Louis-Dugauguez, Sedan   |                                |
|                    |                   | Reporte   | Brandão 66' · Danic | Asistencia: 6.421 espectadores | Asistencia: 6.421 espectadores |

| 3 de enero de 2016 | FC Lorient                                          | 3:2 (1:0) (t. s.) | Tours FC                  | Stade du Moustoir, Lorient |  |
|                    | Waris 26' (pen.) · Philippoteaux 57' · Jeannot 100' | Reporte           | Tandia 51' · Belkebla 64' |                            |  |

| 3 de enero de 2016 | Etoile Sportive Fréjusienne | 2:3 (1:1) | Girondins de Burdeos          | Stade Louis-Hon, Saint-Raphaël |                                |
|                    | Gendrey 32' 55'             | Reporte   | Diabaté 36' 77' · Rolan 90+2' | Asistencia: 3.000 espectadores | Asistencia: 3.000 espectadores |

| 3 de enero de 2016 | ES Wasquehal | 0:1 (0:0) | París Saint-Germain | Stadium Lille Métropole, Villeneuve d'Ascq |  |
|                    |              | Reporte   | Ibrahimović 60'     |                                            |  |

| 3 de enero de 2016 | RC Épernay | 0:1 (0:0) | Montpellier HSC | Stade Paul-Chandon, Épernay |  |
|                    |            | Reporte   | Yatabaré 62'    |                             |  |

| 3 de enero de 2016 | Limoges FC | 0:7 (0:2) | Olympique de Lyon                                                        | Stade Saint-Lazare, Limoges |  |
|                    |            | Reporte   | Cornet 3' 37' · Beauvue 49' · Ghezzal 56' 61' · Darder 71' · Tolisso 76' |                             |  |

| 3 de enero de 2016 | US Raon-l'Étape | 1:1 (0:1) (t. s.)(3–4 p.) | AS Saint-Étienne | Stade Paul-Gasser, Raon l'étape |  |
|                    | Clauss 59'      | Reporte                   | Maupay 21'       |                                 |  |

| 3 de enero de 2016 | Annecy FC   | 1:4 (1:1) (t. s.) | Évian Thonon Gaillard FC                     | Parc des Sports, Annecy |  |
|                    | Dechêne 43' | Reporte           | Keita 32' 95' · Campanharo 105' · Touré 116' |                         |  |

| 3 de enero de 2016 | AS Muret | 0:2 (0:0) | Trélissac FC               | Stade Clément Ader, Muret |  |
|                    |          |           | Dufeal 54' · Desenclos 70' |                           |  |

| 3 de enero de 2016 | Sarreguemines FC | 1:0 (1:0) | Valenciennes FC | Stade de la Blies, Sarreguemines |  |
|                    | M'Barki 20'      | Reporte   |                 |                                  |  |

| 3 de enero de 2016 | CS Volvic | 0:1 (0:0) | AC Ajaccio | Stade Michel Champleboux, Volvic |  |
|                    |           | Reporte   | Toudic 84' |                                  |  |

| 3 de enero de 2016 | FC Mulhouse | 1:3 (0:2) | FC Bourg Péronnas                       | Stade de l'Ill, Mulhouse |  |
|                    | Ras 90+1'   |           | Boussaha 3' · Berthomier 25' · Sané 76' |                          |  |

| 3 de enero de 2016 | US Chantilly | 0:4 (0:0) | EA Guingamp                                         | Stade des Bourgognes, Vineuil-Saint-Firmin |  |
|                    |              | Reporte   | Privat 49' · Giresse 64' · Salibur 71' · Briand 74' |                                            |  |

| 3 de enero de 2016 | Amiens AC | 0:1 (0:1) | Lille OSC        | Stade Jean-Bouin, Amiens   |                            |
|                    |           | Reporte   | Tallo 41' (pen.) | Árbitro(s): Freddy Fautrel | Árbitro(s): Freddy Fautrel |

| 3 de enero de 2016 | US Saint-Omer           | 2:2 (1:1) (t. s.)(3–4 p.) | US Boulogne                | Stade Gaston Bonnet, Saint-Omer |  |
|                    | Carney 45' · Willot 82' |                           | Argelier 16' · Mercier 78' |                                 |  |

| 3 de enero de 2016 | JS Saint-Jean Beaulieu          | 2:10 (0:5) | AS Mónaco                                                                                                   | Stade Louis II, Montecarlo |  |
|                    | Leblanc 78' · Sahour 83' (pen.) | Reporte    | Traoré 21' 31' 33' 45' · Raggi 29' · Bahlouli 48' · Fabinho 53' (pen.) 87' (pen.) · Costa 54' · Pasalic 81' |                            |  |

| 3 de enero de 2016 | SM Caen | 0:0 (t. s.)(1–3 p.) | Olympique de Marsella | Stade Michel d'Ornano, Caen |  |
|                    |         | Reporte             |                       |                             |  |

| 4 de enero de 2016 | OGC Niza                  | 2:2 (1:0) (t. s.)(6–7 p.) | Stade Rennais     | Allianz Riviera, Niza |  |
|                    | Mendy 39' · Ben Arfa 118' | Reporte                   | Boga · André 113' |                       |  |

### Dieciseisavos de final
| 16 de enero de 2016 | US Saint-Malo | 1:0 (0:0) | Stade Montois | Stade Marville, Saint-Malo     |                                |
|                     | Lahaye 72'    |           |               | Asistencia: 2.800 espectadores | Asistencia: 2.800 espectadores |

| 19 de enero de 2016 | GFCO Ajaccio       | 3:0 (2:0) | EA Guingamp | Stade Ange Casanova, Ajaccio |  |
|                     | Boutaïb 5' 21' 48' | Reporte   |             |                              |  |

| 19 de enero de 2016 | Stade Rennais | 1:3 (1:0) | FC Bourg Péronnas                   | Roazhon Park, Rennes |  |
|                     | Moreira 20'   | Reporte   | Bègue 48' · Boussaha 81' · Sané 90' |                      |  |

| 19 de enero de 2016 | Angers SCO          | 1:2 (0:1) | Girondins de Burdeos        | Stade Ange Casanova, Angers |                             |
|                     | Ketkeophomphone 69' | Reporte   | Jussiê 45+1' · Crivelli 58' | Árbitro(s): Stéphane Lannoy | Árbitro(s): Stéphane Lannoy |

| 19 de enero de 2016 | SC Bastia  | 1:2 (1:1) | FC Sochaux                 | Stade Armand Cesari, Bastia |  |
|                     | Kamano 36' | Reporte   | Teikeu 27' · Caceres 90+2' |                             |  |

| 19 de enero de 2016 | US Sarre-Union | 1:0 (0:0) | Chamois Niortais | Stade Omnisports, Sarre-Union |  |
|                     | Schermann 90'  | Reporte   |                  |                               |  |

| 19 de enero de 2016 | París Saint-Germain                     | 2:1 (0:1) | Toulouse FC   | Parc des Princes, París |  |
|                     | David Luiz 54' · Ibrahimović 89' (pen.) | Reporte   | Moubandje 11' |                         |  |

| 20 de enero de 2016 | Évian Thonon Gaillard FC | 1:3 (0:1) (t. s.) | AS Mónaco                                      | Parc des Sports, Annecy |  |
|                     | Kamin 63'                | Reporte           | Troré 45+1' · Pašalić 103' · Helder Costa 119' |                         |  |

| 20 de enero de 2016 | FC Chambly | 0:2 (0:2) | Olympique de Lyon         | Stade Pierre-Brisson, Beauvais |  |
|                     |            | Reporte   | Cornet 20' · Valbuena 22' |                                |  |

| 20 de enero de 2016 | FC Mantes | 0:1 (0:0) (t. s.) | FC Nantes     | Stade Aimé Bergeal, Mantes-la-Ville |  |
|                     |           | Reporte           | Bedoya 105+1' |                                     |  |

| 20 de enero de 2016 | US Concarneau | 1:3 (0:1) | ES Troyes                  | Stade Guy Piriou, Concarneau |  |
|                     | Koré 68'      | Reporte   | Jean 42' 49' · Azamoum 83' |                              |  |

| 20 de enero de 2016 | Trélissac FC                                    | 1:1 (0:1) (t. s.)(4–2 p.)  | Lille OSC                         | Stade Firmin Daudou, Trélissac |                                |
|                     | Cavaniol 57'                                    | Reporte                    | Lopes 13'                         | Asistencia: 6.000 espectadores | Asistencia: 6.000 espectadores |
|                     |                                                 | Tiros desde el punto penal |                                   |                                |                                |
|                     | Cavaniol · Papin · Burgho · Gnaleko · Ben Tairi |                            | Benzia · Lopes · Civelli · Sidibé |                                |                                |

| 20 de enero de 2016 | US Boulogne   | 1:3 (0:0) (t. s.) | FC Lorient                     | Stade de la Libération, Boulogne-sur-Mer |  |
|                     | Bonenfant 76' | Reporte           | Fofana 49' · Jeannot 102' 116' |                                          |  |

| 20 de enero de 2016 | Olympique de Marsella                  | 2:0 (1:0) | Montpellier HSC | Stade Vélodrome, Marsella       |                                 |
|                     | Bensebaini 41' (a.g.) · Dja Djédjé 55' | Reporte   |                 | Asistencia: 37.078 espectadores | Asistencia: 37.078 espectadores |

| 21 de enero de 2016 | AS Saint-Étienne            | 2:1 (1:0) (t. s.) | AC Ajaccio   | Stade Geoffroy-Guichard, Saint-Étienne |  |
|                     | Bahebeck 10' · Corgnet 119' | Reporte           | Frikeche 86' |                                        |  |

| 23 de enero de 2016 | US Granville               | 3:1 (1:0) | Sarreguemines FC | Stade Louis Dior, Granville |  |
|                     | Vauvy 24' 84' · Jégu 90+2' |           | M'Barki 60'      |                             |  |

### Octavos de final
| 9 de febrero de 2016 | FC Sochaux             | 2:1 (1:1) | AS Mónaco    | Stade Auguste Bonal, Montbéliard |                                |
|                      | Martin 19' · Sacko 54' | Reporte   | Bakayoko 38' | Asistencia: 9.430 espectadores   | Asistencia: 9.430 espectadores |

| 9 de febrero de 2016 | US Saint-Malo | 1:2 (1:0) | GFCO Ajaccio             | Stade Marville, Saint-Malo     |                                |
|                      | Creach 33'    | Reporte   | Boutaïb 78' · Mayi 90+2' | Asistencia: 7.016 espectadores | Asistencia: 7.016 espectadores |

| 9 de febrero de 2016 | US Granville   | 1:0 (0:0) (t. s.) | FC Bourg Péronnas | Stade Louis Dior, Granville |  |
|                      | Untereiner 98' | Reporte           |                   |                             |  |

| 10 de febrero de 2016 | Girondins de Burdeos                        | 3:4 (1:1) (t. s.) | FC Nantes                                             | Stade Bordeaux-Atlantique, Burdeos |                                |
|                       | Crivelli 22' · Biyogo Poko 51' · Malcom 98' | Reporte           | Bammou 8' · Sigþórsson 65' · Audel 115' · Bedoya 118' | Asistencia: 9.207 espectadores     | Asistencia: 9.207 espectadores |

| 10 de febrero de 2016 | ES Troyes | 1:2 (0:0) (t. s.) | AS Saint-Étienne          | Stade de l'Aube, Troyes        |                                |
|                       | Nivet 78' | Reporte           | Tannane 62' · Maupay 107' | Asistencia: 5.747 espectadores | Asistencia: 5.747 espectadores |

| 10 de febrero de 2016 | US Sarre-Union | 0:4 (0:0) | FC Lorient                                   | Stade Omnisports, Sarre-Union |  |
|                       |                | Reporte   | Jeannot 51' 89' · Fofana 74' · Barthelmé 81' |                               |  |

| 10 de febrero de 2016 | París Saint-Germain              | 3:0 (0:0) | Olympique de Lyon | Parc des Princes, París         |                                 |
|                       | Ibrahimović 62' 68' · Rabiot 74' | Reporte   |                   | Asistencia: 42.000 espectadores | Asistencia: 42.000 espectadores |

| 11 de febrero de 2016 | Trélissac FC | 0:2 (0:1) | Olympique de Marsella           | Stade Chaban-Delmas, Burdeos    |                                 |
|                       |              | Reporte   | Alessandrini 33' · Fletcher 87' | Asistencia: 16.604 espectadores | Asistencia: 16.604 espectadores |

### Cuartos de final
| 2 de marzo de 2016 | FC Lorient                                    | 3:0 (2:0) | GFCO Ajaccio | Stade du Moustoir, Lorient |                           |
|                    | Philippoteaux 9' · Barthelme 43' · Paye 90+1' | Reporte   |              | Árbitro(s): Benoît Millot  | Árbitro(s): Benoît Millot |

| 2 de marzo de 2016 | FC Sochaux               | 3:2 (1:1) (t. s.) | FC Nantes              | Stade Auguste Bonal, Montbéliard |                          |
|                    | Sao 87' 106' · Cissé 98' | Reporte           | Audel 5' · Adryan 116' | Árbitro(s): Tony Chapron         | Árbitro(s): Tony Chapron |

| 2 de marzo de 2016 | AS Saint-Étienne | 1:3 (1:2) | París Saint-Germain                       | Stade Geoffroy-Guichard, Saint-Étienne |                            |
|                    | Eysseric 43'     | Reporte   | Cavani 12' · Marquinhos 35' · Lucas 90+2' | Árbitro(s): Benoît Bastien             | Árbitro(s): Benoît Bastien |

| 3 de marzo de 2016 | US Granville | 0:1 (0:0) | Olympique de Marsella | Stade Michel d'Ornano, Caen |                             |
|                    |              | Reporte   | Batshuayi 50'         | Árbitro(s): Frank Schneider | Árbitro(s): Frank Schneider |

### Semifinales
| 19 de abril de 2016 | FC Lorient | 0:1 (0:0) | París Saint-Germain | Stade du Moustoir, Lorient                                                      |                                                                                 |
|                     |            |           | Ibrahimović 75'     | Asistencia: 16.474 espectadores Árbitro(s): Franck Schneider, Sébastien Moreira | Asistencia: 16.474 espectadores Árbitro(s): Franck Schneider, Sébastien Moreira |

| 20 de abril de 2016 | FC Sochaux | 0:1 (0:0) | Olympique de Marsella | Stade Auguste Bonal, Montbéliard |                                 |
|                     |            |           | Thauvin 49'           | Asistencia: 20.205 espectadores  | Asistencia: 20.205 espectadores |

### Final

#### Olympique de Marsella - Paris Saint-Germain
| 21 de mayo de 2016 | Olympique de Marsella       | 2:4 (1:1) | París Saint-Germain                           | Stade de France, París     |                            |
|                    | Thauvin 12' · Batshuayi 87' |           | Matuidi 2' · Ibrahimović 47' 82' · Cavani 57' | Árbitro(s): Clément Turpin | Árbitro(s): Clément Turpin |

| Bandera de Isla de Francia  |
| Campeón Paris Saint-Germain |
| Décimo título               |